# آلین توسکا
آلین توسکا (انگلیسی: Alin Toșca؛ زادهٔ ۱۴ مارس ۱۹۹۲) بازیکن فوتبال اهل رومانی است. او در پست یک مدافع چپ یا یک مدافع میانی برای باشگاه الریاض در لیگ حرفه‌ای فوتبال عربستان به صورت قرضی از باشگاه بنونتو در سری سی ایتالیا بازی می‌کند.
وی همچنین در تیم‌های ملی فوتبال زیر ۲۱ سال رومانی و رومانی بازی کرده‌است.